# Notholca ikaitophila
Notholca ikaitophila is een soort in de taxonomische indeling van de raderdieren (Rotifera). 
Het dier behoort tot het geslacht Notholca en behoort tot de familie Brachionidae. De wetenschappelijke naam van de soort werd voor het eerst geldig gepubliceerd in 2000 door Sørensen & Kristensen.